# Hodnell
Hodnell var en civil parish 1858–1988 när det uppgick i Hodnell and Wills Pastures, i distriktet Stratford-on-Avon, i grevskapet Warwickshire i England. Civil parish var belägen 5 km från Southam och hade 10 invånare år 1961. Byn nämndes i Domedagsboken (Domesday Book) år 1086, och kallades då Hoden(h)elle.